# صموئيل هوبر
صموئيل هوبر (بالألمانية: Samuel Huber) (و. 1547 – 1624 م) هو عالم عقيدة، وأستاذ جامعي، من سويسرا، ولد في برجدورف، توفي في اويترويك، عن عمر يناهز 77 عاماً.